# Virgularia presbytes
Virgularia presbytes är en korallart som beskrevs av Bayer 1955. Virgularia presbytes ingår i släktet Virgularia och familjen Virgulariidae. Inga underarter finns listade i Catalogue of Life.